# Christian Ponder
Christian Andrew Ponder (Dallas, 25 febbraio 1988) è un ex giocatore di football americano statunitense che ha giocato nel ruolo di quarterback nella National Football League.
Fu scelto nel Draft dai Minnesota Vikings con la dodicesima scelta assoluta del draft 2011 e con essi firmò il 31 luglio 2011, poco dopo la fine del lockout 2011. Al college è stato il quarterback titolare dei Seminoles della Florida State University. Prese il posto da titolare a Drew Weatherford prima della stagione 2008.

## Carriera professionistica

### Minnesota Vikings

#### Stagione 2011

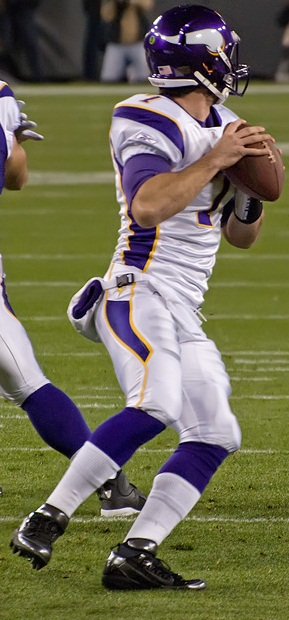
Ponder nel 2011 al Lambeau Field contro i Green Bay Packers.

Ponder fece il suo debutto contro i Chicago Bears nel quarto quarto il 16 ottobre 2011. Il martedì successivo venne annunciata la sua partenza da titolare contro i Green Bay Packers. Il primo tentativo di passaggio della sua carriera da titolare fu un passaggio completo da 72 yard per Michael Jenkins. Due giocate dopo, siglò il passaggio da TD per Visanthe Shiancoe. Finì la gara con 13/32 nei passaggi per 219 yard, 2 TDe due intercetti nella sconfitta 33-27. La prima vittoria giunse la settimana seguente sulla prima scelta assoluta Cam Newton e i suoi Carolina Panthers. Nell'occasione lanciò per 236 yard ed un touchdown con un passer rating di 102,7. In seguito i Vikings affrontarono nuovamente i Packers questa volta nel Monday Night Football al leggendario Lambeau Field. Ponder non giocò bene come la prima volta e i Vikings vennero spazzati via 45-7. In seguito, nella sconfitta coi Raiders, Ponder lanciò 3 TD.
Ponder iniziò a faticare nella sua stagione da rookie perdendo le gare con gli Atlanta Falcons e i Denver Broncos. Nella gara contro i Broncos, lanciò l'intercetto decisivo permettendo a Tim Tebow di guidare il drive vincente per Denver. La settimana seguente, Ponder si infortunò nella gara contro i rivali Detroit Lions al Ford Field. Il quarterback di riserva Joe Web portò quasi alla vittoria Minnesota. Dopo una sconfitta coi campioni della NFC South, i New Orleans Saints, Ponder fu infortunato in entrambe le ultime due gare della stagione, contro i Washington Redskins ed i Chicago Bears. Ponder terminò la stagione con 13 passaggi da touchdown e 13 intercetti.

#### Stagione 2012

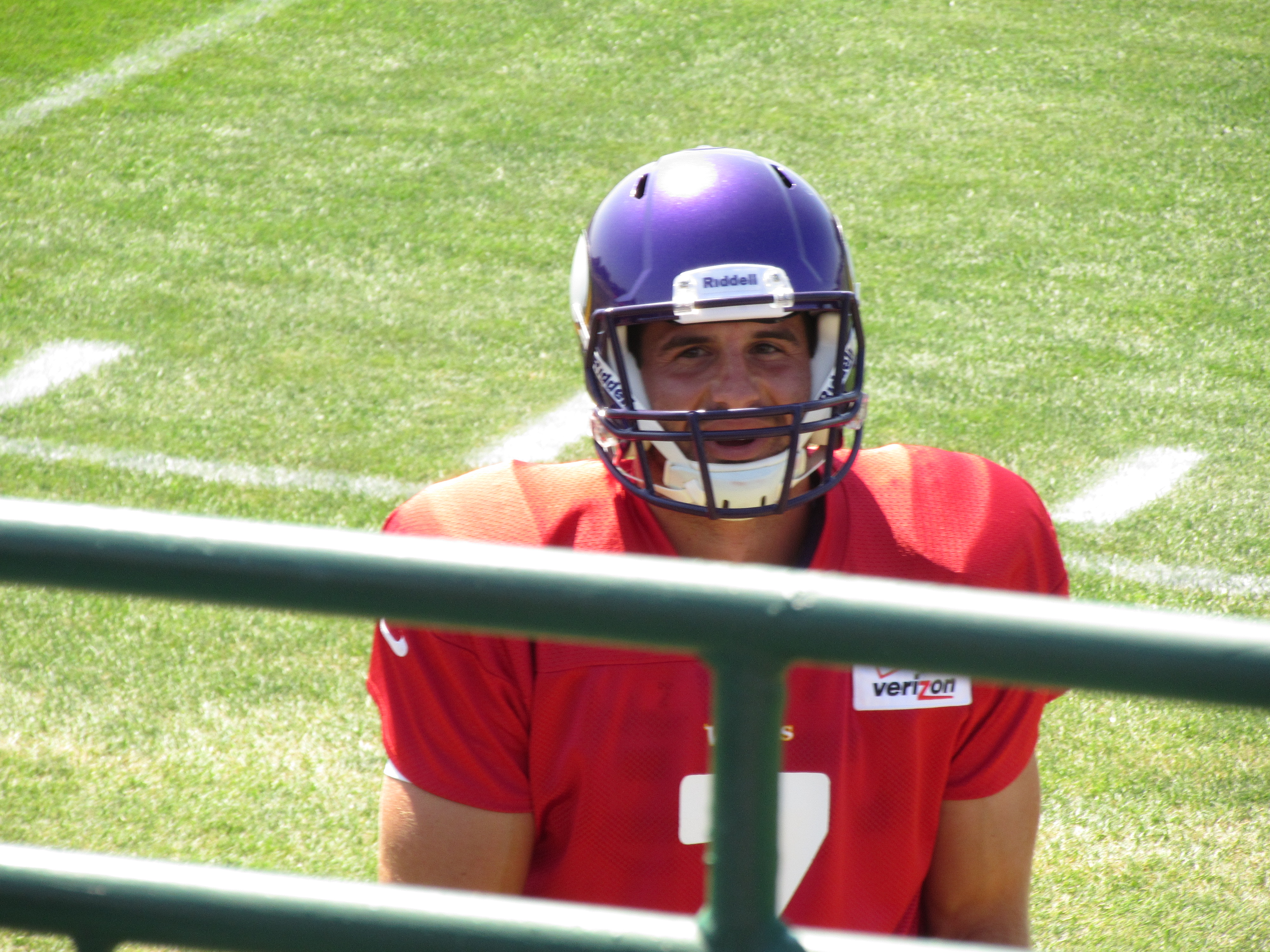
Ponder durante il training camp estivo del 2012.

Il 9 settembre, nel debutto stagionale vinto ai supplementari contro i Jacksonville Jaguars, Ponder mostrò notevoli progressi rispetto all'annata precedente, completando 20 passaggi su 27 tentativi per 270 yard e 2 touchdown. Nel turno successivo, i Vikings furono sconfitti dagli Indianapolis Colts, Ponder tuttavia continuò a giocare bene completando 27 passaggi su 35 tentativi per 245 yard e 2 touchdown.
Nella settimana 3 i Vikings vinsero sorpresa contro i San Francisco 49ers che si erano dimostrati la squadra probabilmente più forte della lega nelle prime due giornate: Ponder trascinò la squadra con 198 yard passate, 2 touchdown e un altro spettacolare TD segnato su corsa.
Il sorprendente inizio di stagione dei Vikings proseguì con la vittoria nella settimana 4 sui Detroit Lions: Christian passò 111 yard senza touchdown e intercetti. Nel turno successivo Minnesota salì a un record di 4-1 con una vittoria mai in discussione contro i Tennessee Titans: il quarterback passò 258 yard con 2 touchdown e 2 intercetti. Nella settimana 6, la striscia di 3 vittorie consecutive dei Vikings si interruppe in casa dei Washington Redskins con Ponder che passò per 352 yard con 2 touchdown e 2 intercetti. Minnesota tornò alla vittoria nel turno successivo malgrado Ponder abbia passato solamente 58 yard con un touchdown e due intercetti.

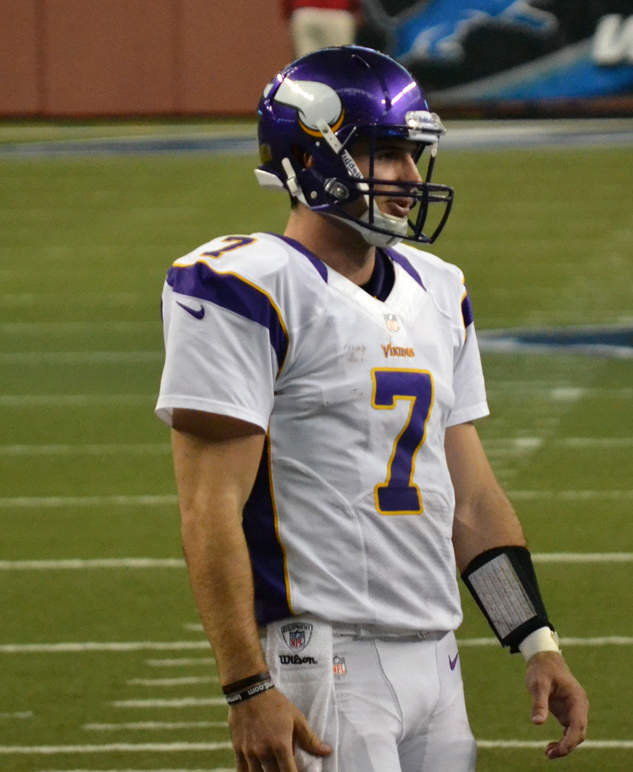
Ponder nel 2012 nella gara esterna in casa dei Detroit Lions.

Nel Thursday Night Football della settimana 8 perso contro i Tampa Bay Buccaneers, Ponder passò 251 yard con un passaggio da touchdown e un intercetto subito. I Vikings persero anche nel turno successivo contro i Seattle Seahawks con Ponder che dopo il buon inizio di stagione continuò a faticare lanciando solamente 63 yard con un intercetto

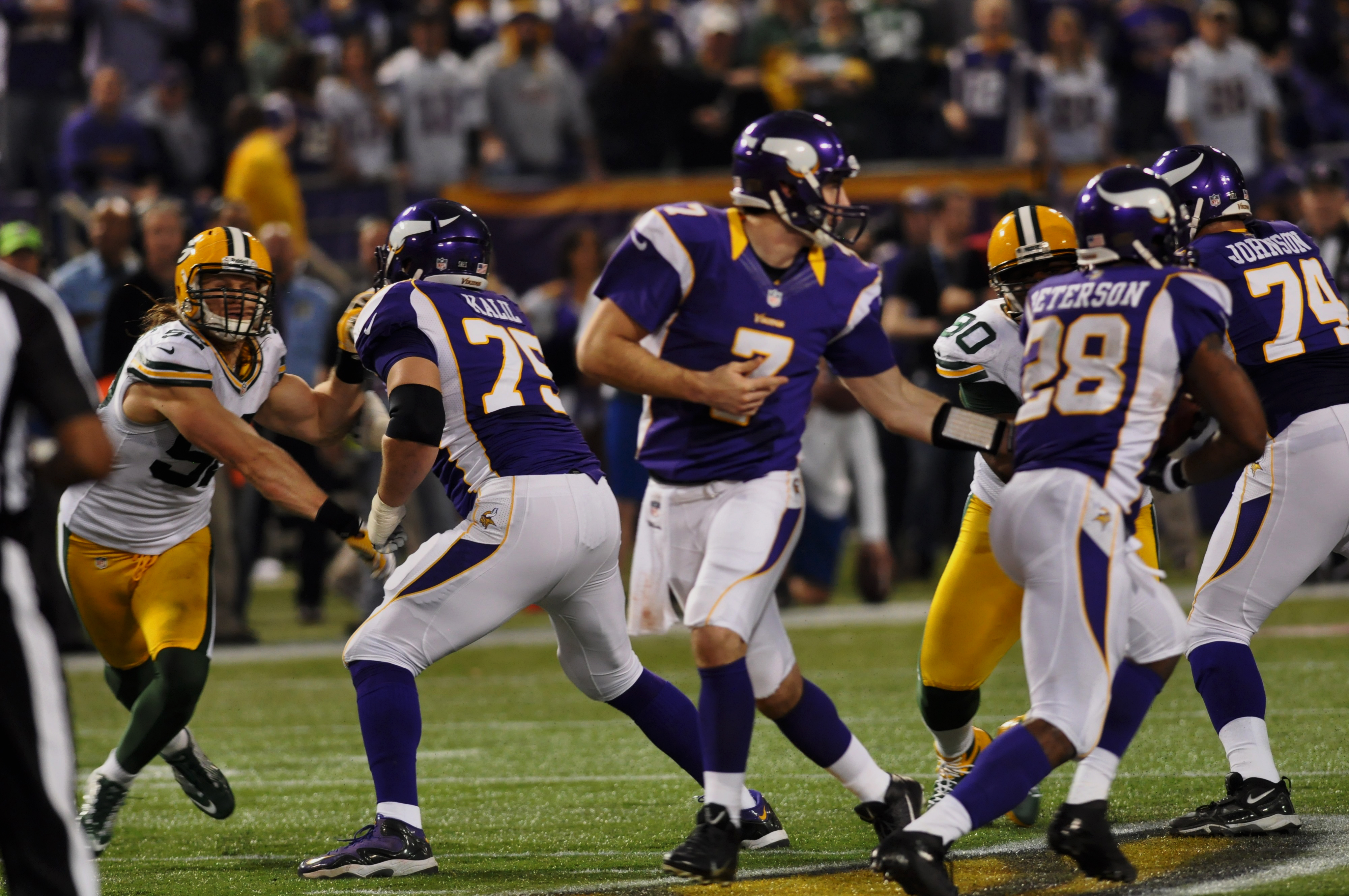
Ponder consegna la palla al compagno di squadra Adrian Peterson durante l'ultima gara della stagione regolare 2012 vinta contro i Green Bay Packers.

La squadra di Ponder tornò alla vittoria nella settimana 10 contro i Lions col quarterback che passò 221 yard con 2 touchdown e nessun intercetto. Ancora in piena corsa per un posto come wild card nei playoff della NFC, i Vikings uscirono sconfitti nettamente nella settimana 12 ad opera dei Bears con Ponder che passò 159 yard, un touchdown e un intercetto. Nel turno successivo persero ancora coi Packers con il quarterback che passò 1 touchdown e subì due intercetti da Morgan Burnett. I Vikings tornarono alla vittoria la domenica successiva coi Bears malgrado un'altra prova incolore di Ponder che terminò con 91 yard passate e un intercetto subito. Con 131 yard passate dal quarterback i Vikings salirono a un record di 8-6 battendo i St. Louis Rams nella settimana 15.
Ponder giocò una prova di grande solidità nel momento più importante della stagione dei Vikings, che sconfissero gli Houston Texans nella settimana 16 grazie a 174 yard passate, un touchdown e 48 yard corse dal quarterback.
Nell'ultima gara di stagione regolare, i Vikings necessitavano di una vittoria per raggiungere i loro primi playoff dal 2009 a causa della vittoria dei Bears poche ore prima. Ponder contro i Packers giocò quella che forse fino a quel momento fu la miglior gara della carriera lanciando 234 yard e 3 touchdown, con Minnesota che vinse la gara con un field goal all'ultimo secondo. Sfortunatamente, Ponder si infortunò al gomito e non poté disputare il primo turno di playoff in cui Minnesota ritrovò i Packers ma questa volta fu sconfitta nettamente.

#### Stagione 2013

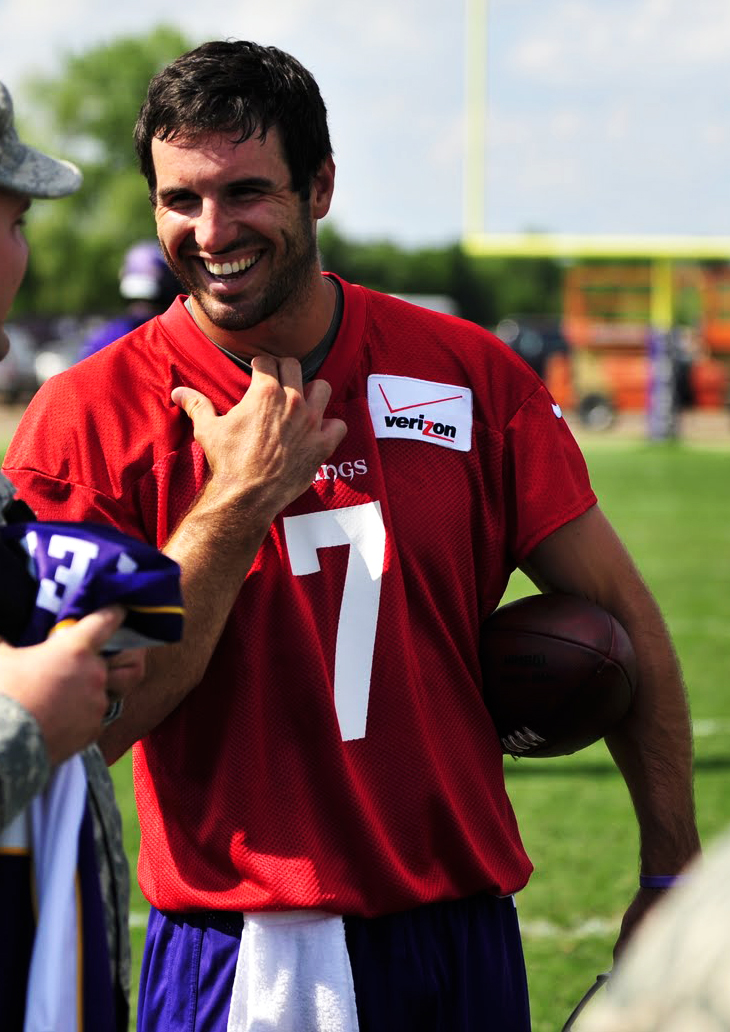
Ponder durante il training camp estivo del 2013.

La terza stagione di Ponder si aprì sotto cattivi auspici subendo ben tre intercetti (con un touchdown) nella sconfitta coi Lions della settimana 1. Seguirono anche due sconfitte contro Chicago Bears e Cleveland Browns, gara quest'ultima in cui il quarterback si infortunò a una costola, venendo sostituito come titolare nella settimana 4 da Matt Cassel, che guidò la squadra alla prima vittoria stagionale. Dopo la settimana di pausa, Cassel fu confermato titolare malgrado Ponder si fosse ristabilito. Nella settimana 7 fu invece il neo arrivato Josh Freeman a partire come titolare ma, a causa di una commozione cerebrale subita da quest'ultimo, fu Ponder ad essere schierato come partente nella settimana 8. Contro i Packers il numero 7 dei Vikings continuò a mostrare da una parte tutti i limiti nel gioco aereo evidenziati nelle precedenti partite del 2013 (mancanza di sincronia con i propri ricevitori, difficoltà nel leggere la difesa, accuratezza nei passaggi) e dall'altra un rimarchevole coraggio nel chiudere in prima persona i terzi down, azioni queste che lo portano a rischiare molto in eventuali duri contatti con le difese avversarie. Come risultato di ciò, chiuse l'incontro da una parte completando 14 passaggi su 21 per sole 145 yard e nessun touchdown (ma anche nessun intercetto) e dall'altra correndo invece per 38 yard complessive e un touchdown, arrivato a 1'28" dal termine dell'incontro a risultato già ampiamente acquisito da parte dei Packers. Tale incontro rappresentò la 6ª sconfitta della stagione per la franchigia del Minnesota, sempre più fanalino di coda della NFC North Division.
Ciò nonostante, il 1º novembre il capo-allenatore confermò Ponder quarterback titolare per la settimana 9, che vide i Vikings impegnati nella trasferta esterna dell'AT&T Stadium contro i Dallas Cowboys. Ponder completò 25 passaggi su 37 lanciando per 237 yard ed un touchdown (un lancio da 31 yard per Kyle Rudolph che riportò i Vikings a tre lunghezze dai Cowboys sul finire del 3º quarto) e corse per 29 yard ed un touchdown, ma ancora una volta non riuscì a condurre alla vittoria la sua squadra, cui risultò fatale l'ultimo assalto dei padroni di casa sul finire del 4º quarto. Quattro giorni dopo, nell'incontro di Thursday Night Football che vedeva i Vikings opposti ai Washington Redskins, Ponder iniziò la gara col piede sbagliato, ritardando nel primo drive lettura e rilascio della palla che facilitarono il sack di Brian Orakpo e successivamente tentando un lancio profondo per Greg Jennings intercettato da Brandon Meriweather. Tuttavia da quel momento in poi cambiò marcia e completò ben 17 passaggi su 21 per 174 yard e 2 touchdown, mancando per poco anche un touchdown su corsa, fermato ad un passo dall'end zone dall'intervento decisivo di DeAngelo Hall. Ponder, che per la prima volta in stagione superò quota 100 di passer rating, fu poi costretto ad uscire al termine del 3º quarto per una lussazione della spalla rimediata nello scontro con Hall nell'azione del mancato touchdown ma i Vikings, guidati nell'ultimo quarto da Matt Cassel riuscirono comunque a battere 27-34 i Redskins conquistando in tal modo il secondo successo stagionale.
L'infortunio mise per tutta la settimana in forse la sua partecipazione alla trasferta di domenica 17 in casa dei Seattle Seahawks, ma alla vigilia dell'incontro Frazier sciolse le riserve e confermò Ponder quarterback titolare dei Vikings per la quarta partita consecutiva. L'incontro vide Ponder autore di una gara dai due volti: nella prima metà di gioco, contro l'attuale squadra numero uno della National Football Conference, nonostante un fumble iniziale mise in mostra una solida performance con poche sbavature e, sulla scia di quanto fatto intravedere della gara di Thursday Night Football contro Washington, coronando la propria prestazione con un drive da 80 yard in 6 giocate culminato con il passaggio da touchdown da 38 yard per Jarius Wright. Nel secondo tempo invece, Ponder faticò enormemente a mandare i suoi a segno, arrivando a lanciare due intercetti, tra cui uno ritornato in touchdown da Walter Thurmond. Questi, a risultato ormai compromesso, spinsero il capo-allenatore Leslie Frazier a relegarlo in panchina in favore di Matt Cassel, che lanciò a sua volta il terzo passaggio della partita intercettato dalla difesa di Seattle ed il secondo ed ultimo passaggio da touchdown (ancora una volta ricevuto da Wright) di Minnesota, che uscì così dal CenturyLink Field sconfitta per 20-41. Nonostante il secondo tempo negativo di Seattle, che portò Frazier a sostituirlo a gara in corso, il 20 novembre fu confermato titolare dal capo-allenatore anche per l'incontro di settimana 12 che vide i Vikings impegnati al Lambeau Field contro i Packers padroni di casa.

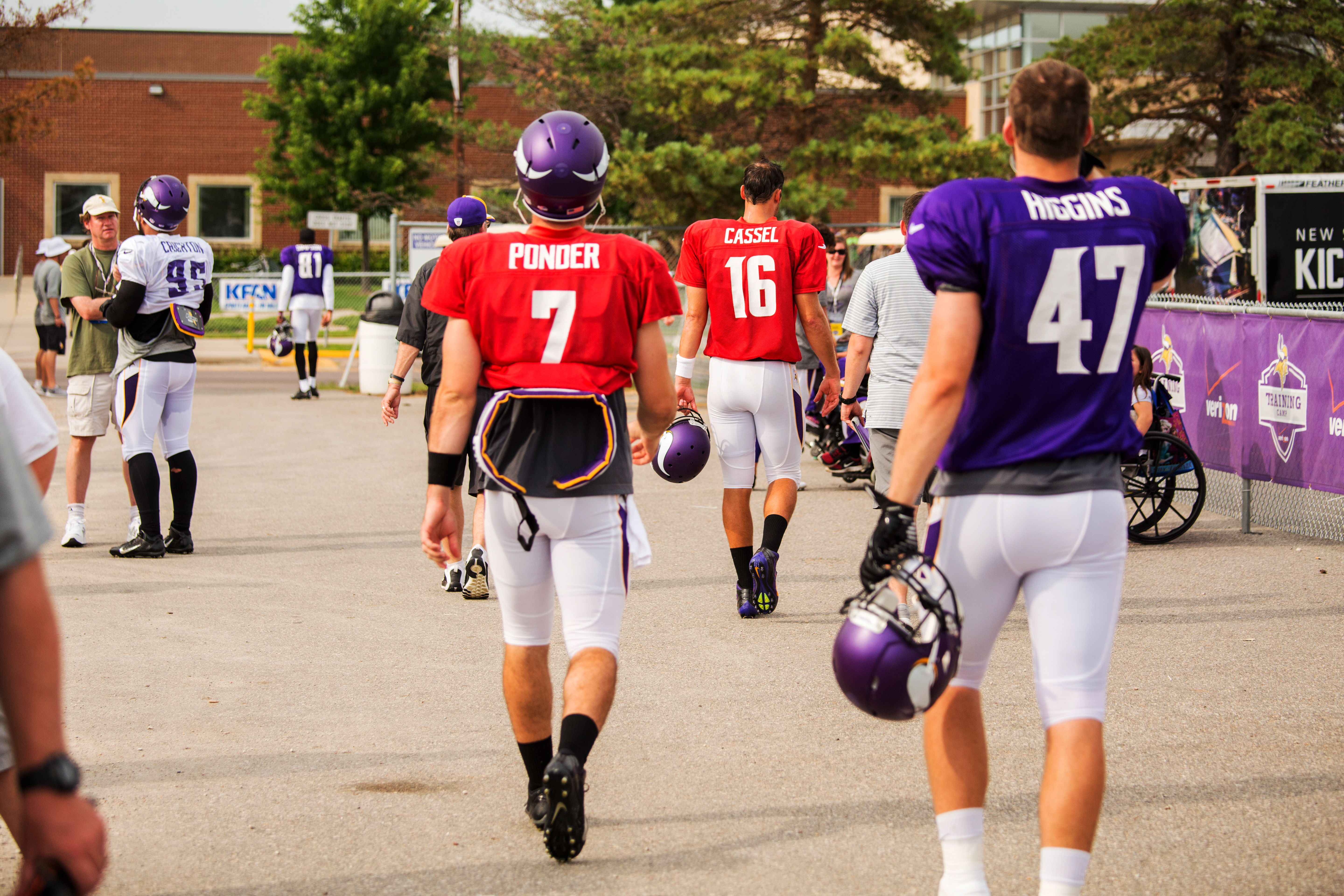
Ponder durante il training camp estivo del 2014.

Ponder ripagò la fiducia accordatagli dal suo capo-allenatore disputando un'ottima gara sul piano della regolarità, completando 21 passaggi su 30 per 233 yard, un touchdown per il tight end Rhett Ellison e nessun intercetto, ma faticando a gestire la manovra d'attacco nel momento decisivo della partita, cioè tra il 4º quarto ed i tempi supplementari (quando un altro touchdown o un altro field goal sarebbero bastati per garantire la vittoria ai suoi). La partita si chiuse quindi 26-26 con un field goal di Blair Walsh che permise a Minnesota di riagguantare ai tempi supplementari i Packers, inizialmente passati in vantaggio sempre su field goal con Mason Crosby. La settimana seguente, nell'incontro casalingo contro i Chicago Bears, riuscì a completare solo 3 passaggi su 8 per 40 yard, prima di uscire dal campo. Fu quella l'ultima apparizione stagionale dei Vikings, che continuarono a schierare Cassel, subentrato a Ponder anche contro i Bears, nei restanti 4 incontri della stagione. Ponder chiuse così la sua terza stagione in Minnesota con 152 passaggi completati su 239 per 1.648 yard 7 touchdown e 9 intercetti, più altri 4 touchdown messi a segno su corsa, in 9 partite tutte disputate come titolare.

#### Stagione 2014
Nella stagione 2014, Ponder scese al terzo posto nelle gerarchie dei quarterback della squadra, dietro a Matt Cassel e al rookie Teddy Bridgewater. Complici gli infortuni di entrambi i giocatori, nella settimana 4 prese parte agli ultimi snap dell'incontro casalingo in cui i Vikings piegarono 41-28 i Falcons. La settimana seguente, contro i Packers fu nominato quarterback titolare, subendo due intercetti nella sconfitta per 42-10. Dalla gara successiva, Bridgewater tornò a ricoprire il ruolo di quarterback titolare.
Fu quella l'ultima partita di Christian Ponder con la maglia di Minnesota, con la quale disputò in totale 38 partite durante le quali lanciò per 6.658 yard, 38 touchdown e 36 intercetti e corse per altre 639 yard e 7 touchdown.

### Oakland Raiders
Divenuto free agent, Ponder non rinnovò il proprio contratto con i Vikings ed il 13 marzo 2015 fu ingaggiato dagli Oakland Raiders come riserva del giovane Derek Carr. Fu svincolato alla fine della pre-stagione.

### Denver Broncos
Il 25 novembre 2015, Ponder firmò con i Denver Broncos come riserva di Brock Osweiler dopo l'infortunio di Peyton Manning.

## Statistiche

### Stagione regolare
| Anno   | Squadra           | G  | GT | Passaggi | Passaggi | Passaggi | Passaggi | Passaggi | Passaggi | Passaggi | Passaggi | Corse | Corse | Corse | Corse | Sack | Sack | Fumble | Fumble |
| Anno   | Squadra           | G  | GT | Tent     | Comp     | Pct      | Yard     | Media    | TD       | Int      | Rat      | Tent  | Yard  | Media | TD    | Sack | Yard | Fum    | Persi  |
| ------ | ----------------- | -- | -- | -------- | -------- | -------- | -------- | -------- | -------- | -------- | -------- | ----- | ----- | ----- | ----- | ---- | ---- | ------ | ------ |
| 2011   | Minnesota Vikings | 11 | 10 | 291      | 158      | 54,3     | 1.853    | 6,4      | 13       | 13       | 70,1     | 28    | 219   | 7.8   | 0     | 30   | 164  | 6      | 2      |
| 2012   | Minnesota Vikings | 16 | 16 | 483      | 300      | 62,1     | 2.935    | 6,1      | 18       | 12       | 81,2     | 60    | 253   | 4.2   | 2     | 32   | 184  | 7      | 5      |
| 2013   | Minnesota Vikings | 9  | 9  | 239      | 152      | 63,6     | 1.648    | 6,9      | 7        | 9        | 77,9     | 34    | 151   | 4.4   | 4     | 27   | 119  | 7      | 4      |
| 2014   | Minnesota Vikings | 2  | 1  | 44       | 22       | 50,0     | 222      | 5,0      | 0        | 2        | 45,8     | 4     | 16    | 4.0   | 1     | 6    | 34   | 0      | 0      |
| Totale | Totale            | 38 | 36 | 1.057    | 632      | 59,8     | 6.658    | 6,3      | 38       | 36       | 75,9     | 126   | 639   | 5,1   | 7     | 95   | 501  | 20     | 11     |

Fonte: NFL.com